# Tripodismo
Tripodismo é o princípio de equilíbrio ou estabilidade por meio de três pontos.
Relativamente à oclusão dentária, se estabelece entre uma cúspide e sua fóssula antagonista, onde apenas as vertentes das cúspides se tocam em três pontos, sem que a ponta da cúspide alcance o fundo da fóssula.
Este é um princípio básico da técnica de enceramento progressivo, dente-a-dente/cúspide-a-fossa, preconizada por Peter K. Thomas.
Na Chave de oclusão conhecida como tripoidismo oclusal de molares o primeiro molar superior oclue em 3 pontos na arcada inferior.